# Пуштов, Александр Борисович
Александр Борисович Пуштов (эст. Aleksandr Puštov; 9 марта 1964 Калининград, СССР) — советский и эстонский (негражданин) футболист, выступавший на позиции защитника. Автор первого гола сборной Эстонии после  возобновления ее членства в ФИФА в 1992 году. По окончании карьеры футболиста стал тренером, с 2011 по 2017 год возглавлял клуб высшей лиги Эстонии «Инфонет». Сдал экзамен для получения гражданства Эстонии перед пандемией коронавируса и по состоянию на 2021 год собирается ходатайствовать о получении паспорта гражданина Эстонии.

## Биография
Александр Пуштов родился в Калининграде в 1964 году, по окончании школы в 1982 году на протяжении двух сезонов выступал за команду мастеров — вологодское «Динамо», которое на тот момент играло во Второй лиге чемпионата СССР. В 1980-е годы выступал за любительские команды «Электротехника» (Таллинский электротехнический завод им. М. И. Калинина) и ТФМК (Таллин). В начале 1990-х уехал в Финляндию, где играл на протяжении трёх сезонов за команду «Тёрневен Палло-55» (в 1994 году была переименована в «ТП-Сейняйоки»), выступавшую в третьей лиге.
После обретения независимости сборная Эстонии свой первый официальный матч провела 3 июня 1992 года против сборной Словении. Александр Пуштов провёл в этой игре на поле все 90 минут и на 10-й минуте стал автором исторического первого гола в истории возрождённой сборной. На момент дебюта в национальной команде Пуштову было 28 лет. После Пуштова лишь ещё двоим игрокам удалось забить в первой же игре за сборную Эстонии — Яанусу Сирелу и Урмас Рооба. Всего за Эстонию Александр Пуштов провёл 10 матчей, последней стала игра против сборной Португалии 10 ноября 1993, в которой эстонцы уступили на стадионе Да Луш со счётом 0:3. Гол в ворота словенцев остался единственным на его счету за национальную команду.
В 1993 году Пуштов вернулся в Эстонию, где стал выступать за команду «Таллинна Садам», с которой дважды становился обладателем Кубка Эстонии, а также Суперкубка страны. После 1998 года фактически завершил профессиональную карьеру, однако позже он продолжал периодически выступать за любительские клубы или фарм-клубы профессиональных команд — по крайней мере до 2012 года.
В 2003—2007 гг. возглавлял команду «Аякс Ласнамяэ», причём сумел вывести её в Высшую лигу чемпионата Эстонии. Параллельно до 2005 года выступал за эту команду в качестве играющего тренера. В 2007—2010 годах работал в тренерском штабе «Левадии», а в 2010—2011 гг. — уже в качестве главного тренера этой одной из самых титулованных команд Эстонии. С 2011 года возглавляет команду «Инфонет», которую в 2016 году привел к золотым медалям. А в феврале 2017 года вместе с командой завоевал Суперкубок Эстонии. 30 июня Пуштов покинул пост главного тренера, но остался работать в системе «Инфонета». 11 августа стал тренером-консультантом в эстонском клубе «Ярве (Кохтла-Ярве)».
В 2021 году сдал экзамены на эстонское гражданство.

## Достижения
- Обладатель Кубка Эстонии (3): 1993/94, 1995/96, 1996/97
- Обладатель Суперкубка Эстонии (1): 1996/97

### Личные
Лучший тренер года в Премиум лиге (1): 2016